# Kognitiv dissonans

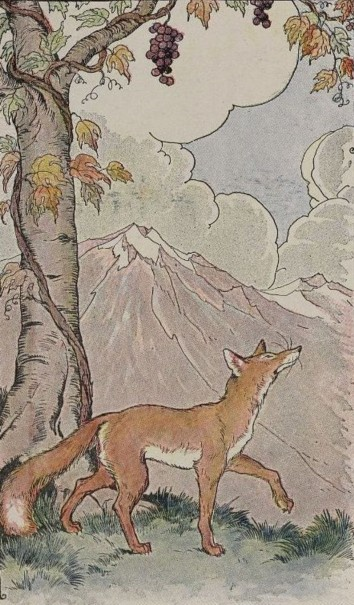
Fabeln "Räven och druvorna" av Aisopos är ett klassiskt exempel på någon som försöker minska sin kognitiva dissonans.

Kognitiv dissonans är en (obehaglig) känsla som uppstår när flera motsägelsefulla idéer finns i huvudet samtidigt. Teorin om kognitiv dissonans är att människan har en drift att minska sin dissonans genom att ändra sina attityder, åsikter eller handlingar så att helhetsbilden känns rimlig. Dissonansen minskar genom att människan motiverar, klandrar eller förnekar saker. Kognitiv dissonans är ett av de mest inflytelserika och mest undersökta områdena inom socialpsykologi.
Erfarenhet kan kollidera med förväntningar, som till exempel köparens ånger efter att ha köpt ett dyrt föremål. I ett tillstånd av kognitiv dissonans kan en person känna förvåning, rädsla, skuld, ilska eller genans. Det är vanligt att ha förutfattade meningar och betrakta sina val som korrekta, trots att mycket talar för motsatsen. Ibland kallas fenomenet för att "rättfärdiga sina val". 
Denna fördomsfullhet ger den kognitiva dissonansen sin förutsägande förmåga, och tydliggör ett annars förbryllande, irrationellt och destruktivt beteende.
Ett klassiskt exempel på kognitiv dissonans (och ursprunget till uttrycket "surt, sa räven") är fabeln Räven och druvorna av Aisopos, skriven cirka 620-564 f.Kr. I berättelsen ser en räv några stora hängande druvor och vill äta dem. Räven är oförmögen att tänka ut ett sätt att nå dem, och gissar att druvorna förmodligen inte var värda att äta, eftersom de säkert var omogna eller sura. Detta exempel följer ett mönster: man begär något, tycker att det är ouppnåeligt och minskar sin dissonans genom att kritisera det. Jon Elster kallar detta mönster för "adaptiv preferensbildning".
En individ som är otrogen mot sin partner kan känna skuld och ånger över sitt beteende men bortförklara detta för sig själv genom att ändra sina attityder kring otrohet. Vid ett val mellan två lika goda eller dåliga alternativ kommer man att försöka övertyga sig om att det man valde var bättre än det andra alternativet, eller det som man håller på att bestämma sig för trots allt är bättre. I daglig mun - "att försöka övertyga sig själv". 
Man strävar alltså efter kognitiv balans och försöker undvika kognitiv dissonans.

## Exempel
Det mest kända fallet i tidig forskning av kognitiv dissonans beskrevs av Leon Festinger och andra i boken When Prophecy Fails, 1956.
Författarna trängde in sig i en grupp som väntade sig ett överhängande slut på världen på ett visst datum.
När deras förutsägelse misslyckades, splittrades inte rörelsen utan växte i stället.
Genom att dela sektåsikter med andra, fick de acceptans och minskade därmed sin dissonans.
Rökning nomineras ofta som ett exempel på kognitiv dissonans, eftersom det är allmänt accepterat att cigaretter kan orsaka lungcancer, och de allra flesta vill leva ett långt och hälsosamt liv.
När det gäller teorin, är önskan om att leva ett långt liv dissonant när man utför en aktivitet som sannolikt förkortar ens liv.
Spänningen som skapas av dessa motstridiga idéer kan minskas genom att sluta röka, förneka bevisen för lungcancer eller motivera rökningen.
Till exempel kan rökare bagatellisera sitt beteende genom att dra slutsatsen att endast ett fåtal rökare blir sjuka, att det bara händer storrökare, eller att det inte är rökning som dödar dem. Även kemiskt beroende kan fungera som tillägg till kognitiv dissonans för befintliga rökare, nya rökare kan uppvisa ett enklare fall av det sista.
Detta fall av dissonans kan också tolkas som ett hot mot ens självbild. 
Tanken "Jag ökar min risk för lungcancer" är dissonant med den självrelaterande tron "Jag är en smart, förnuftig människa som fattar bra beslut". Eftersom det är lättare att göra ursäkter än att förändra sitt beteende, leder dissonansteorin till resultatet att människor ibland är bortförklarande och inte alltid logiska varelser.

### Andra besläktade fenomen
Det finns ett stort antal fenomen som relaterar till kognitiv dissonans: 
- Arbetsmotivering, där arbetstiden för något orsakar någon att gilla det mer[förtydliga];
- Självutvärderingsförsvarande, där de färdigheter eller intressen som definierar oss kan orsaka dissonans när de verkar överlägsna hos andra i vår närhet.
- Motställningsförsvar, där beteenden som stödjer en dissonant attityd orsakar att man antar den attityden;
- Föremålsbeslut, där man motiverar ett oföränderligt beslut som det rätta;
- Otillräcklig bestraffning, vanan att straffa en person utan att göra det så strängt att personen tänker "Jag gillar fortfarande det här beteendet, men jag undviker det på grund av det förödande straffet";
- Övermotiveringseffekt, när en inre motivering ändras till en yttre motivering genom yttre belöning.
- Balansteori, en allmän tendens att söka harmoni mellan vår syn på andra och vår syn på deras attityder;
- Självbelastning, att undvika ansträngning i hopp om att hålla eventuella fel borta från att skada självkänslan; Och slutligen
- Altruismmotivering, en vana att tillskriva goda gärningar till själviska skäl för att slippa känna sig förpliktigad att vara en "bra person"[förtydliga], eller att tänka att dådet var "rätt sak att göra".

### Ben Franklin-effekt
En situation som kan skapa kognitiv dissonans är när någon gör en tjänst för en person de ogillar. Här är dissonansen mellan de negativa känslorna för den andra personen och medvetenheten om att ha ansträngt sig för att hjälpa den. Kognitiv dissonans-teorin förutsäger att människor löser denna dissonans genom att anta en mer positiv inställning till den andra personen. Flera studier har fött denna förutsägelse.
Förutsägelsen har kallats Ben Franklin-effekten eftersom den uppgavs av Franklin när han tjänstgjorde i Pennsylvanias legislatur på 1700-talet.  I sin självbiografi förklarar han hur han hanterade sin fientlighet mot rivaliserade lagstiftare:
Efter att ha hört att han hade en mycket sällsynt och intressant bok i sitt bibliotek, skrev jag ett meddelande till honom, där jag uttryckte min önskan att granska boken, och bad om att han skulle göra mig en tjänst och låna ut den till mig i några dagar. Han skickade den omedelbart, och jag lämnade tillbaka den efter en vecka med ett nytt meddelande, där jag uttryckte min starka uppskattning av tjänsten han hade gjort mig. När vi sedan möttes, pratade han med mig (vilket han aldrig hade gjort förut), och med stor hövlighet. Sedan dess fortsatte han att visa en villighet att tjäna mig vid alla tillfällen, så vi blev goda vänner, och vår vänskap fortsatte till hans död. Detta är ytterligare ett exempel på sanningen i ett gammalt tankespråk jag hade lärt mig, som lyder: ’Den som en gång har gjort dig en tjänst kommer mer sannolikt att göra dig en till, än någon som du själv har gjort en tjänst.’
En motsvarighet till denna effekt är när ens agerande sårar någon, som man är positivt eller neutralt inställd till.
I detta fall är ett sätt att lösa dissonansen att tänka mer negativt om den personen, så att den verkar förtjäna det som hände.

## Varianter
En övergripande princip om kognitiv dissonans är att den innebär bildandet av en idé eller känsla i strid med en grundläggande del av själva konceptet, till exempel "Jag är en framgångsrik/funktionell person", "Jag är en bra person" eller "Jag fattade rätt beslut". Ångesten som kommer med möjligheten att ha fattat ett dåligt beslut kan leda till efterkonstruktion, tendensen att skapa ytterliga skäl eller motiveringar för att stödja ett val.
En person som just har spenderat för mycket pengar på en ny bil kan bestämma sig för att det nya fordonet löper mycket mindre risk att gå sönder än hans eller hennes gamla bil. Denna tro kan vara sann eller falsk, men oavsett så antas det att den skulle minska den kognitiva dissonansen och få personen att må bättre. Dissonans kan också leda till bekräftelsefördom, förnekande av icke-bekräftade bevis och andra egoistiska försvarsmekanismer.
Inom denna övergripande princip, finns det två huvudsakliga former av dissonans: hedonistisk dissonans och moralisk dissonans.
- Hedonistisk dissonans framkallas när människor agerar på ett sätt som resulterar i negativa konsekvenser för dem själva. Till exempel en person som är försenad till ett möte på grund av trafiken, kunde ha varit i tid om hen tog tunnelbanan.
- Moralisk dissonans framkallas när människor agerar på ett sätt som resulterar i negativa konsekvenser för andra. Till exempel otrohet och lögner.